# Walter Dongmann
Walter Dongmann (* 26. Juli 1921; † 20. Februar 2008) war ein deutscher Fußballspieler, der bei Hamborn 07 in der Fußball-Oberliga West von 1950 bis 1958 in 88 Oberligaspielen als der „Stopper mit der Pferdelunge“ der Hamborner „Löwen“ bekannt und geschätzt wurde.

## Laufbahn
Der 29-jährige Walter Dongmann trat zur Saison 1950/51 bei Hamborn 07 in der Oberliga West die Nachfolge des vormaligen „Löwen“-Abwehrchefs Ernst Rupieta an, welcher zum DSV gewechselt war. Gereift war er zuvor an der Spielstätte am „Dicken Stein“, bei den Blau-Weißen von der SpVgg Sterkrade 06/07, wo er mit acht Jahren in der Jugend angefangen hatte. An der Seite von Angreifer Karl Klug hatte er in der Saison 1949/50 mit der Spielvereinigung in der Landesliga Niederrhein, Gruppe 1, den 2. Platz belegt und seine jahrelangen guten Leistungen waren auch in Hamborn nicht verborgen geblieben. Unter Trainer Paul Zielinski absolvierte der vormalige Amateurfußballer auf Anhieb alle 30 Ligaspiele in der Oberliga West und belegte mit den Sportfreunden den 7. Rang. Die Lokalderbys gegen den innerstädtischen Duisburger SV endeten jeweils 2:1; das Heimspiel gewann Hamborn im Oktober 1950 vor 18.000 Zuschauern, im Rückspiel setzte sich der DSV durch. Dongmann und Rupieta waren in den Derbys jeweils als Abwehrchef im Einsatz gewesen. Seit jeher galt die Abwehr als das Herzstück der „Löwen“. Dongmann wurde ihr Chef, Woche für Woche gepriesen von einer Fachpresse, die, im Gegensatz zu den heutigen Sportzeitungen, nicht gleich jeden gelungenen Kurzpass zum Anlass für eine exklusive Erfolgsstory nahm. Das Lob galt einem, der Sonntag für Sonntag am Leder überzeugte, niemals aufgab, mit dessen Spitznamen man gleichzeitig größte Bewunderung ausdrückte. Dennoch greift die pure Erinnerung an Kondition und Pensum zu kurz. Dongmann war einer von der seltenen Mischung, die hart am Mann blieben, ungerührt zupacken konnten, und doch das eigentliche Spiel, den Umgang mit dem Ball, nicht vergaßen.
In der Hinrunde 1951/52, am 14. Oktober 1951, führten seine ausgezeichneten Leistungen den Stopper von Hamborn in die Westauswahl, welche in Kiel gegen die Vertretung von Norddeutschland antrat. Bei einem 2:2-Remis bildete er mit den zwei Dortmundern Außenläufern Max Michallek und Erich Schanko die spieltragende Läuferreihe des Westens. Er konnte aber am Rundenende den Abstieg von Hamborn in die 2. Liga West nicht verhindern. Danach musste Dongmann drei Jahre in der Zweitklassigkeit im Westen verbringen, ehe 1954/55 mit der Vizemeisterschaft unter Trainer Elek Schwartz die Oberligarückkehr glückte. In den drei Runden in der 2. Liga West hatte Dongmann 84 Ligaspiele bestritten und fünf Tore erzielt. Vor der Oberligarückkehr hatten die „Löwen“ auch im erstmals nach dem Zweiten Weltkrieg ausgespielten DFB-Pokal 1952/53 eine gute Klinge geschlagen. Nachdem sich die Sportfreunde im Westdeutschen Pokal für die 1. Hauptrunde im DFB-Pokal qualifiziert hatten, setzten sich die Mannen um Dongmann am 16. August 1952 mit einem 4:1 nach Verlängerung gegen Göttingen 05 durch und trafen in der 2. Hauptrunde auf den FC St. Pauli. In Hamborn endete das Spiel am 9. November nach 120 Minuten mit 1:1, so dass die Sportfreunde am 2. Weihnachtsfeiertag in Hamburg zum Wiederholungsspiel anzutreten hatten. Mit Torhüter Werner Kisker und dem dreifachen Torschützen Helmut Sadlowski setzte sich die Dongmann-Truppe mit 4:3 durch und zog in das Viertelfinale ein. Der Jubelrausch am Millerntor, der Siegerbummel über die Reeperbahn, das alles war wunderbar, doch das schönste Geschenk flimmerte an jenem Abend über einen noch nicht weitverbreiteten, viereckigen Kasten. Es war das erste Mal, dass Ausschnitte eines Fußballspiels im Fernsehen, dem sogenannten „Hauskino“, übertragen wurden.
Mit dem Klassenerhalt klappte es 1955/56 aber nicht; als Schlusslicht ging es sofort wieder in die 2. Liga West zurück. Dongmann hatte 22 weitere Oberligaspiele absolviert und der junge Nachwuchsstürmer Horst Jesih in 16 Ligaspielen zehn Tore erzielt. Die Schwarz-Gelben feierten 1957 vor Rot-Weiß Oberhausen und dem VfB Bottrop umgehend die Meisterschaft in der 2. Liga und vollzogen damit die Rückkehr in die Oberliga West. Dongmann hatte in 28 Ligaspielen die „Löwen“ beim Meisterschaftserfolg angeführt.
In die Saison 1957/58 startete Hamborn ohne den Standardmittelläufer; er lief erstmals am 6. Oktober 1957, bei einer 1:3-Niederlage bei Westfalia Herne in dieser Runde für seinen Verein auf. Mit dem Nachholspiel am 20. April 1958 bei Viktoria Köln (1:1) verabschiedete sich der 36-jährige Leistungsträger aus dem Ligabetrieb. Mit Torhüter Heinz Wankum, dem Verteidigerpaar Rudolf Lichtenberger und Rolf Schafstall, sowie den Außenläufern Friedhelm Zach und Günther Pracz hatte er dabei nochmals die Defensive der Schwarz-Gelben angeführt. Mit nur 29 Treffern in 30 Spielen konnten die Sportfreunde den Klassenerhalt nicht realisieren und stiegen auf dem 16. Platz stehend mit 18:42 Punkten erneut in die 2. Liga ab.
Der Kampf mit talentierten aber unerfahrenen Nachwuchsleuten gegen den Abstieg war wieder einmal erfolglos geblieben.